# Эффект чрезмерного обоснования
Эффект чрезмерного обоснования возникает, когда ожидаемый внешний стимул, такой как деньги или призы, снижает внутреннюю мотивацию человека к выполнению задачи. Чрезмерное обоснование — это объяснение феномена, известного как «вытеснение мотивации». Общий эффект от предложения вознаграждения за ранее не вознаграждаемую деятельность — это сдвиг к внешней мотивации и подрыв ранее существовавшей внутренней мотивации. Как только награды больше не предлагаются, интерес к деятельности теряется; предыдущая внутренняя мотивация не возвращается, и внешние награды должны постоянно предлагаться в качестве мотивации для поддержания активности.

## Экспериментальные доказательства
Эффект чрезмерного обоснования широко продемонстрирован во многих ситуациях. В одной из первых демонстраций этого эффекта Эдвард Деси и его коллеги провели лабораторный эксперимент в 1971 году, в котором испытуемые, проявлявшие базовый интерес к решению головоломки, подвергались воздействию двух разных условий. Контрольной группе не платили все три дня, в то время как экспериментальной группе не платили в первый день, платили во второй день и не платили снова на третий день. Субъектам давали перерыв в середине каждого сеанса, и за ними наблюдали, пока они делали все, что хотели. Результаты показали, что экспериментальная группа потратила значительно больше времени, чем контрольная группа, играя в головоломку во время перерыва на второй день, когда им заплатили, но значительно меньше на третий день, когда им не заплатили. Это было истолковано как доказательство того, что внешнее денежное вознаграждение значительно снизило их внутреннюю мотивацию к выполнению задачи.
Исследователи из Южного методистского университета провели эксперимент на 188 студентках университета, в котором они измерили постоянный интерес испытуемых к познавательной задаче (словесной игре) после их первоначального выполнения при различных стимулах. Испытуемые были разделены на две группы. Членам первой группы сказали, что они будут вознаграждены за компетентность. Игрокам выше среднего будут платить больше, а игрокам ниже среднего — меньше. Членам второй группы сказали, что они будут вознаграждены только за выполнение. Их зарплата зависела от количества повторений или количества часов игры. Впоследствии половине испытуемых в каждой группе сказали, что они преуспели, а другой половине сказали, что они не успели, независимо от того, насколько хорошо каждый испытуемый на самом деле справился. Члены первой группы обычно проявляли больший интерес к игре и продолжали играть дольше, чем члены второй группы. «Превосходные» продолжали играть дольше, чем «недостаточно эффективные» в первой группе, но «недостаточно эффективные» продолжали играть дольше, чем «слишком эффективные» во второй группе. Это исследование показало, что, когда вознаграждения не отражают компетенцию, более высокие вознаграждения приводят к меньшей внутренней мотивации. Но когда награды действительно отражают компетентность, более высокие награды приводят к большей внутренней мотивации.
Ричард Титмасс предположил, что оплата донорской крови может сократить количество доноров крови. Чтобы проверить это, был проведен полевой эксперимент с тремя обработками. При первом обращении доноры компенсации не получили. Во втором сеансе лечения доноры получили небольшую плату. При третьем сеансе лечения донорам был предоставлен выбор между выплатой и эквивалентным взносом на благотворительность. Ни один из трех видов лечения не повлиял на количество доноров-мужчин, но второй курс лечения почти вдвое сократил количество доноров-женщин. Однако разрешение пожертвований на благотворительность полностью устранило этот эффект.

## Теории
Согласно теории самовосприятия, человек делает вывод о причинах своего поведения на основе внешних ограничений. Наличие сильного ограничения (например, вознаграждения) может привести человека к выводу, что он или она выполняет поведение исключительно ради вознаграждения, что смещает мотивацию человека с внутренней на внешнюю.
Лабораторные исследования 1970-х годов показали, что люди, находящиеся в условиях внешнего вознаграждения, демонстрировали пониженную внутреннюю мотивацию. Деси и его коллеги (например, Деси и Райан, 1985) разработали теорию когнитивной оценки для объяснения результатов. В качестве подтеории теории самоопределения теория когнитивной оценки объясняет, что как контроль, так и компетентность лежат в основе внутренней мотивации, и то, как внешние награды влияют на внутреннюю мотивацию, зависит от интерпретации индивида. Внутренняя мотивация возрастает, если люди интерпретируют вознаграждение как имеющую отношение к положительной информации об их собственной компетентности и самоконтроле над результатами, тогда как если они интерпретируют результаты как свидетельство внешнего контроля, это уменьшает их чувство самоконтроля и компетентности, что, в свою очередь, снижает внутреннюю мотивация. Теория когнитивной оценки также предлагает социальный контекст как ещё одно значение для внутренней мотивации. Социальные сигналы могут оказывать положительное или отрицательное влияние на внутреннюю мотивацию в зависимости от сообщений, которые контекст передает относительно автономии и компетентности человека. Считается, что словесные награды, такие как положительная обратная связь и похвала, будут восприниматься как контролирующие, а следовательно, снижающие внутреннюю мотивацию. Однако предполагается, что словесные поощрения, которые носят информационный характер, а не контролируют, окажут положительное влияние.
Теория самоопределения — это широкая теория мотивации в рабочих организациях, которая поддерживает прогнозы теории когнитивной оценки, но также признает ограничения теории, такие как организационные условия, при которых прогнозы не применяются или менее актуальны в реальных условиях. которую теория когнитивной оценки не может распознать. Теория проводит различие между различными типами мотивационных состояний, выделяет организационные условия, при которых внешнее вознаграждение более эффективно, чем внутреннее вознаграждение, исследует индивидуальные различия в ориентации на внутреннюю и внешнюю мотивацию и обсуждает управленческое поведение, которое может усилить внутреннюю мотивацию. Результаты Deci et al. (1989) подтвердили теорию самоопределения как подход к трудовой мотивации, показав, как менеджеры могут влиять на отношение своих сотрудников к работе. В исследовании сообщается, что поддержка управленческой автономии, которая включала предоставление вариантов, предоставление соответствующей информации неавтономным способом, признание точки зрения подчиненных и развитие самоинициации, привела к тому, что сотрудники имели более позитивное отношение к работе, такое как более высокий уровень удовлетворенности работой и повышение уровня доверия к корпоративному управлению.

## Противоречия
Эффект чрезмерного обоснования является спорным, потому что он ставит под сомнение предыдущие выводы психологии об общей эффективности подкрепления в повышении поведения, а также широко распространенную практику использования стимулов в классе. Эти результаты не учитывают ситуации, в которых характер деятельности различается, например, в случаях, когда начальный уровень внутреннего интереса к деятельности очень низок, введение внешних непредвиденных обстоятельств может быть важным для обеспечения вовлеченности. Эти выводы были оспорены в отдельном метаанализе, который показал, что ощутимые вознаграждения, предлагаемые за превосходство над другими и за выполнение неинтересных задач (в которых внутренняя мотивация низка), приводят к увеличению внутренней мотивации, и заявил, что отрицательные эффекты Вознаграждения за мотивацию возникают только при определённых ограниченных условиях, которых можно было бы легко избежать. Этот набор анализов включал как задачи с высоким, так и с низким уровнем интереса, в то время как исходный метаанализ, проведенный Deci и коллегами (1999), ограничивал анализ задач, к которым участники изначально проявляли большой интерес. Фактически, метаанализ 2001 года показал, что вознаграждения могут усиливать внутреннюю мотивацию для задач, которые изначально не вызывают особого интереса.
Кроме того, согласно Эйзенбергеру и Кэмерону, заявленные отрицательные эффекты внешних вознаграждений на интерес к задаче, полученные из исследования Deci (1971), не учитывают, что условия, созданные в лабораторных условиях, которые вызывают эти эффекты, не являются истинным отражением ситуаций в реальном мире. . Например, в исследовании Deci стимул был предоставлен для одного сеанса, а затем был произвольно снят на следующем, и такие планы стимулирования не существуют в реальном мире. Кроме того, снижение внутреннего интереса к испытуемым может быть объяснено отрицательной реакцией на отказ в вознаграждении. Эйзенбергер и его коллеги также утверждали, что обоснованность зависимой меры весьма сомнительна в исследовании Deci. Результаты лабораторных исследований, в которых в качестве зависимой меры использовалось количество свободного времени, затраченного на выполнение задачи, оказались намного слабее, чем при использовании самоотчетов для этих показателей. Исследование Deci придает гораздо меньшее значение самоотчетам, однако самоотчеты об уровне внутренней мотивации испытуемых кажутся более прямой мерой психологического состояния интереса.
Значительные исследования также показали, что вознаграждения, как правило, усиливают чувство компетентности и автономии, а высокие стандарты, давление и конкурентоспособность могут усилить эти эффекты. Например, сотрудники рассматривают стимулы к заработку как приятный, а не ужасный инструмент управленческого контроля. Эти результаты противоречат психологическому механизму эффектов, о котором Деци и его коллеги заявляли в прошлом. Также за последние 30 лет известные академические обзоры вознаграждений подтвердили, что денежные стимулы значительно повышают производительность. Кроме того, некоторые виды деятельности требуют значительного уровня мастерства или вовлеченности, прежде чем их привлекательность станет очевидной для человека, в таких случаях внешние стимулы могут быть полезны для повышения уровня людей до этого уровня. Программы токен-экономики представляют собой один из примеров, свидетельствующих о том, что в таких программах успешно реализованы внешние вознаграждения для повышения интереса к определённым широким классам деятельности.
Существуют также различия в эффективности между разными возрастными группами. Согласно Deci et al. (1999), отрицательное влияние внешних обстоятельств на внутреннюю мотивацию кажется более серьёзным для детей, чем для студентов колледжей. Одно из возможных объяснений состоит в том, что студенты колледжей обладают большей когнитивной способностью, что позволяет им лучше разделять информационные и контролирующие аспекты вознаграждений. Следовательно, они могут интерпретировать награды как показатели эффективной работы, а не контролировать свое поведение, что заставляет их действовать с ориентацией на достижение цели. Поэтому предполагается, что такие различия гораздо больше между детьми и наемными работниками.
Опровержение защищало оригинальные результаты, заключая, что этот анализ Кэмерона (2001) был ошибочным и что включение Камероном скучных задач в анализ потенциальных эффектов чрезмерного обоснования имело мало теоретического или практического смысла. Это опровержение утверждало, что теория когнитивной оценки является наиболее последовательной структурой для объяснения влияния вознаграждения на внутреннюю мотивацию, указывая на несколько других статей, которые поддержали теорию.

## Применения

### Образование
Результаты исследования Lepper et al. (1973) предполагают, что представление этих внешних наград создает центральные проблемы в школьной системе, поскольку оно не может сохранить внутренний интерес к обучению и исследованиям, которым ребёнок может обладать на начальном этапе в школе. Это также имеет серьёзные последствия для системы образования, поскольку кажется, что это почти подрывает спонтанный интерес детей к самому процессу обучения, вместо этого их мотивация определяется этими внешними вознаграждениями. Исследования в этой области показывают, что родители и педагоги должны полагаться на внутреннюю мотивацию и в максимально возможной степени сохранять чувство автономии и компетентности. Когда задача непривлекательна, а внутренней мотивации недостаточно (например, работа по дому), тогда полезны внешние вознаграждения, чтобы стимулировать поведение.
Школьные программы, предусматривающие денежные выплаты или призы за чтение книг, подвергались критике за их способность снижать внутреннюю мотивацию путем чрезмерного обоснования. Однако исследование программы Pizza Hut, Book It!, показало, что участие в программе не увеличивало и не снижало мотивацию чтения. Хотя поощрение студентов к чтению путем поощрения может подорвать их интерес к чтению, это также может способствовать развитию навыков чтения, необходимых для развития интереса к чтению.

### Рабочее место
Теория когнитивной оценки также предсказывает различные типы вознаграждений, которые будут иметь разные эффекты. Согласно теории, непредвиденные вознаграждения за выполнение заданий, такие как выгоды, основанные на вещах, отличных от результатов работы, например, работа, не содержащая никакой информации относительно автономии и компетентности, не будут влиять на внутреннюю мотивацию. С другой стороны, условные вознаграждения за выполнение задачи, такие как заработная плата, которая присуждается за выполнение или завершение задачи, будут восприниматься как контролирующие и, следовательно, будут иметь негативное влияние на внутреннюю мотивацию. Исследование, проведенное Deckop и Cirka (2000), показало, что внедрение программ оплаты труда в некоммерческой организации привело к снижению чувства автономии и внутренней мотивации, что указывает на то, что вознаграждения могут подорвать внутреннюю мотивацию в рабочих условиях.
Условные вознаграждения по результатам, такие как денежные стимулы, которые предоставляются за хорошую работу или соответствие определённому стандарту, будут восприниматься как сильно контролирующие, а следовательно, снижающие внутреннюю мотивацию. Исследование Широма, Вестмана и Меламеда (1999) показало, что планы с оплатой по результатам работы привели к снижению благосостояния рабочих, и это было особенно очевидно для тех, кто считал свою работу монотонной. Однако в некоторых случаях, когда награда также передает информацию о компетентности, то это, в свою очередь, снижает негативный эффект.

### Геймификация
Термин «геймификация» относится к применению элементов игрового дизайна к неигровому контексту, чтобы стимулировать участие, часто с целью поощрения большего взаимодействия с неигровым контекстом путем предоставления символических наград, таких как очки, значки или виртуальная валюта. Однако ряд ученых и других критиков выразили обеспокоенность тем, что эти награды могут иметь неприятные последствия из-за эффекта чрезмерного обоснования. Опираясь непосредственно на теорию самоопределения, эти критики геймификации выражают опасения, что геймифицированные контексты, такие как Foursquare, могут обеспечить ожидаемое вознаграждение за действия, которые не соответствуют трем врожденным потребностям теории самоопределения в внутренней мотивации — взаимосвязи, автономии и компетентности — и следовательно, уменьшит внутренний интерес к этой деятельности.

### Краудсорсинг
Веб-сайты, которые полагаются на контент, созданный пользователями, иногда предлагают денежное вознаграждение за взносы, но это может привести к тому, что участники уступят эффекту чрезмерного обоснования и прекратят вносить свой вклад. Например, Amazon Mechanical Turk позволяет создателю задачи предлагать денежное вознаграждение, но опрос 431 участника Mechanical Turk показал, что их больше движут внутренние мотивы, чем желание получить обычно скудную денежную компенсацию. Эффект чрезмерного обоснования также рассматривался в исследовании о том, как максимизировать вклад при краудсорсинге творческих усилий.

### Волонтерство
Эмпирические данные показывают, что ожидаемое финансовое вознаграждение «вытесняет» внутреннюю мотивацию, в то время как размер денежного вознаграждения одновременно обеспечивает внешнюю мотивацию. Если размер денежного вознаграждения недостаточно велик, чтобы компенсировать потерю внутренней мотивации, общая вовлеченность может снизиться. Набор данных опроса показал, что небольшие финансовые выплаты сокращают количество часов волонтеров среди швейцарских граждан и что из-за среднего финансового вознаграждения, предоставляемого этим добровольцам, они работали меньше, чем добровольцы, которым не платили никакой оплаты.

### Спорт
Эффект чрезмерного обоснования также был связан с профессиональным спортом. Результативность многих спортсменов снизилась после подписания прибыльного многомиллионного контракта. Некоторые известные профессиональные спортсмены, чьи выступления ухудшились после крупного контракта, включают Алекса Родригеса (MLB), Альберта Пуйольса (MLB), Уэйна Руни (Премьер-лига) и Альберта Хейнсуорта (НФЛ).